# Agriculture en Vaucluse

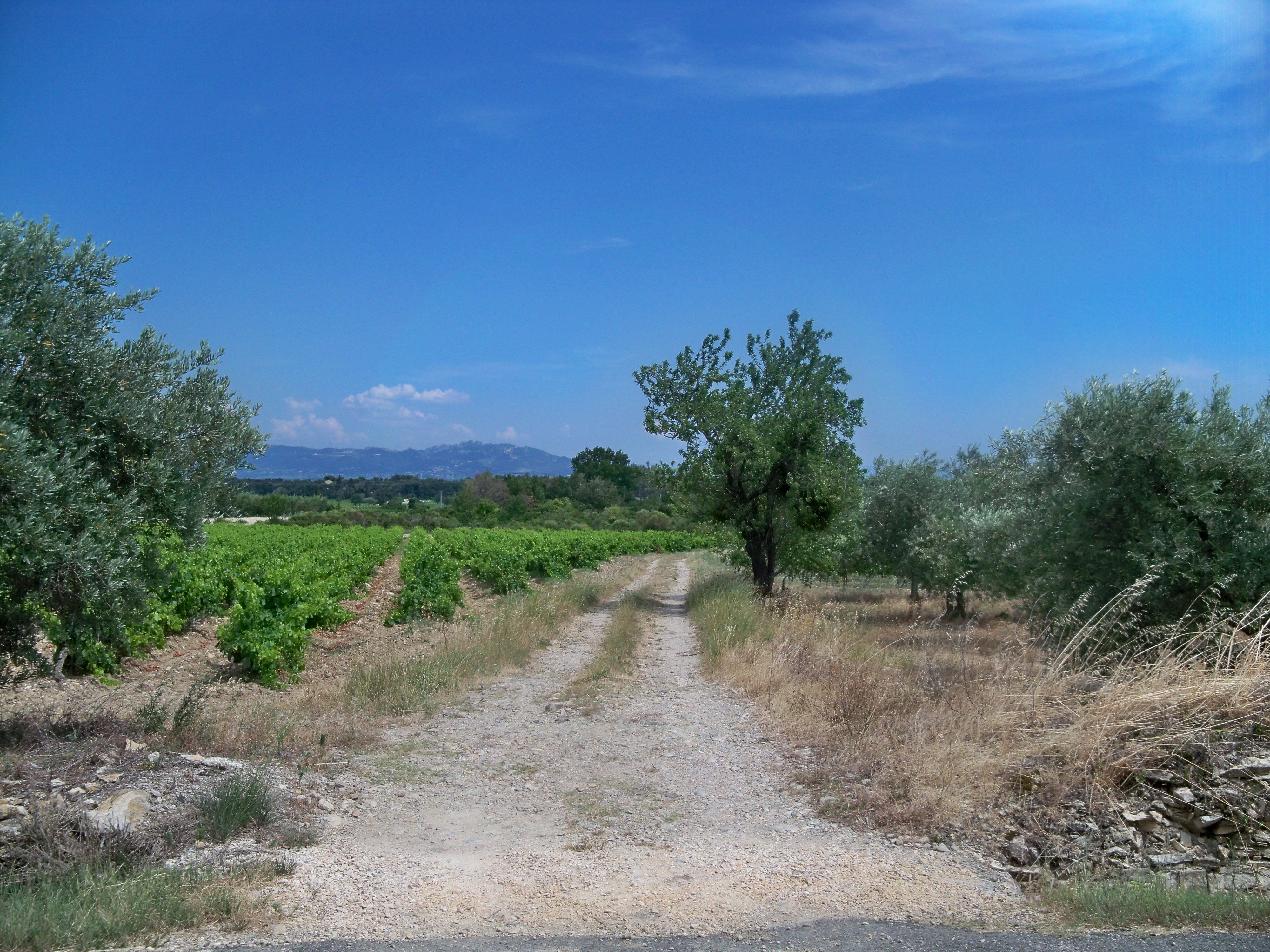
Vignes et oliviers dans le Massif d'Uchaux.

L'agriculture a toujours un rôle important et un fort impact économique sur le territoire que couvre aujourd'hui le Vaucluse.

## Origine

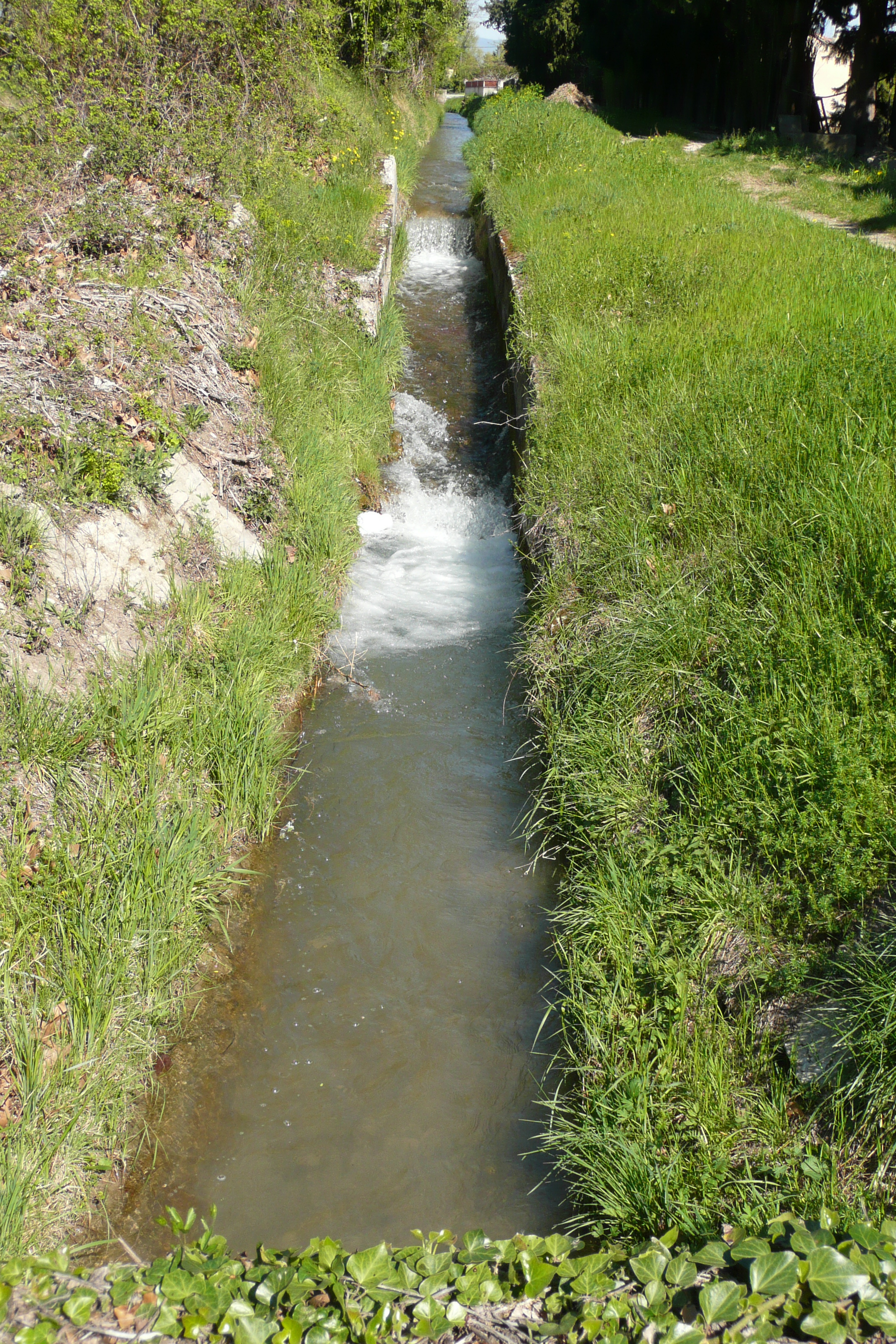
Petit canal d'irrigation (filiole) à Monteux.

Durant la période romaine, élaboration de « villae » pour la mise en œuvre agricole : on recherche des terres facilement irrigables. Sont ainsi exploitées les plaines entre le Rhône et les Monts de Vaucluse, la plaine de la Durance et celle du Calavon.
La venue des Papes à Avignon introduit la culture de la soie dans la région. Celle-ci va se développer avec un large essor en Provence aux XVIIIe et XIXe siècles et perdurera jusqu'à la Première Guerre mondiale. Avec Viens, La Bastide-des-Jourdans fut l'une des communes du Luberon qui en tira le plus de bénéfices grâce à des plantations de mûriers aujourd'hui disparues. Le travail à domicile, les opérations de filage et de traitement de la soie occupèrent de nombreuses personnes et offrirent un revenu d'appoint aux paysans.
Au XIXe, développement de la culture de garance, d'abord autour des Sorgues puis sur tout le Vaucluse (de 1855 à 1870, un tiers des Vauclusiens travaille la garance). Mais aussi culture de pastel à Cucuron et à Cavaillon, indigotier et polygonum à L'Isle-sur-la-Sorgue.

## Soleil et sols propices aux développement des cultures

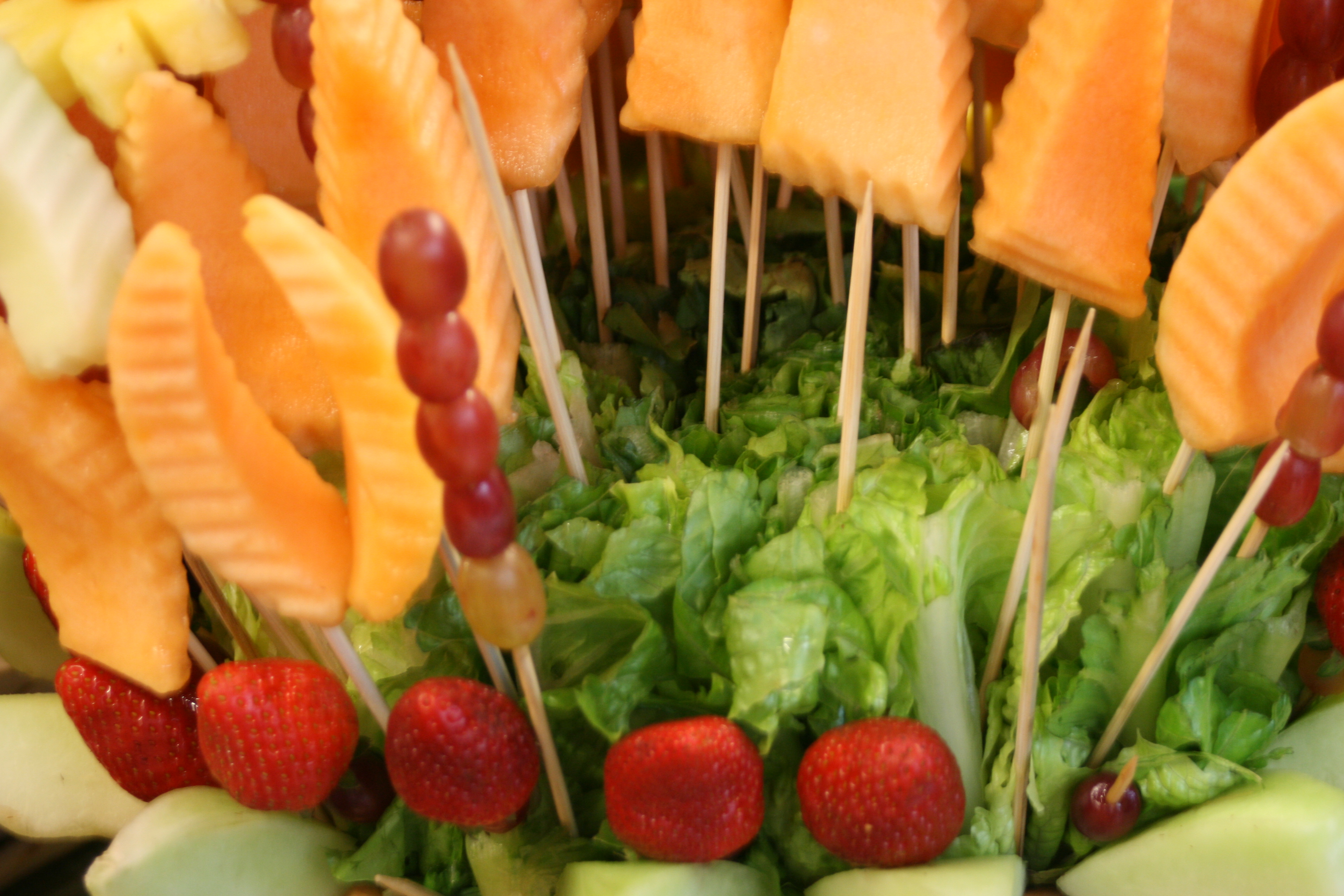
Tomates, fraises et melons de Vaucluse.

Avec en moyenne 300 jours de soleil par an, les terres de Vaucluse bénéficient d'un très bon ensoleillement.
Les terres sont une alternance de montagnes et collines plus ou moins calcaires et de plaines alluvionnaires creusées par des cours d'eau qui ont permis une irrigation importante. Tout cela a permis le développement de cultures variées (lavandes sur les plateaux du massif des Baronies et des Monts de Vaucluse, fraises ou encore arbres fruitiers dans les plaines, vignes, etc.).

## Types de culture

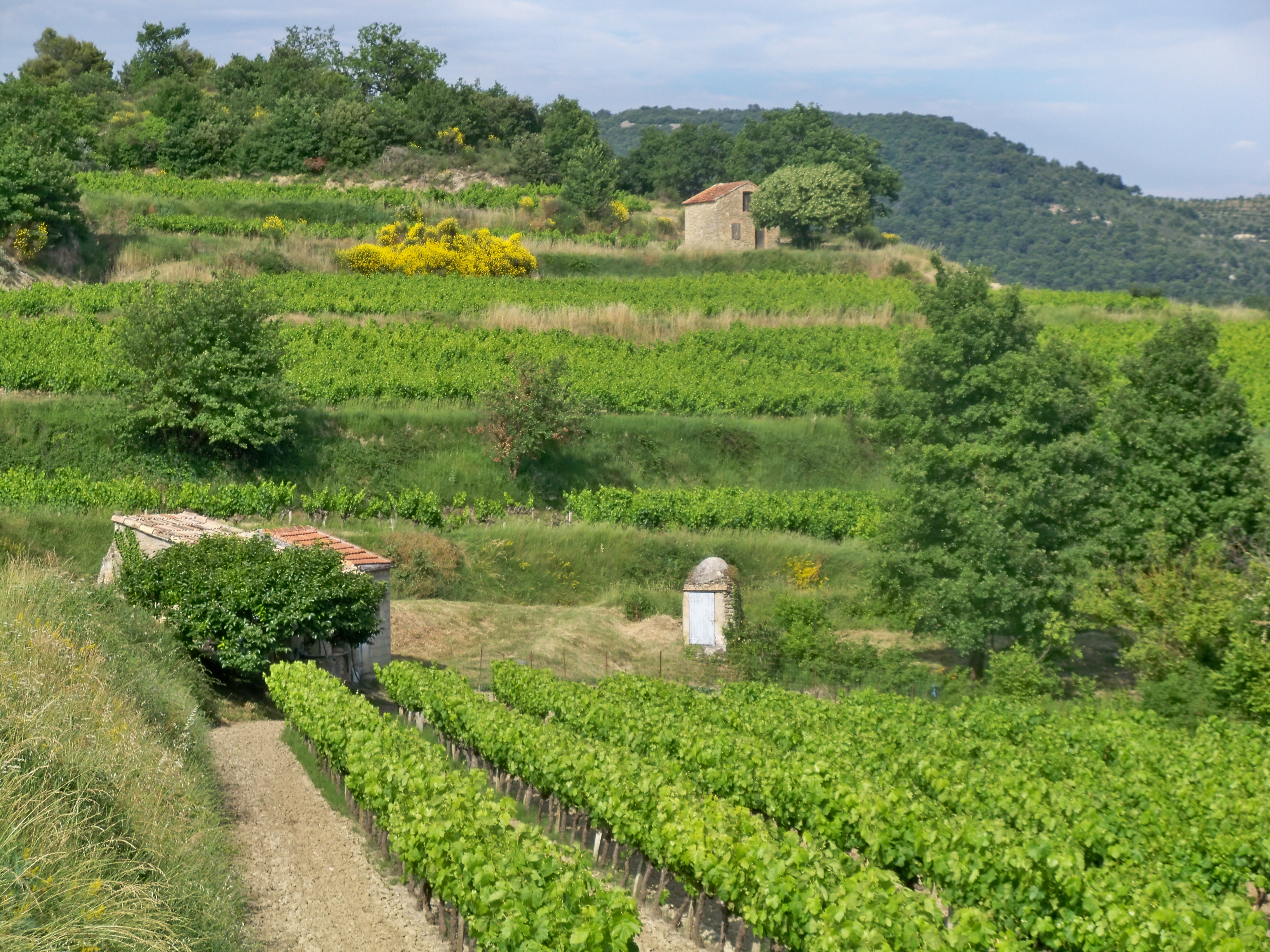
Vignoble du nord Vaucluse.

L'activité agricole s'articule autour de trois productions majeures : vins, fruits et légumes qui assurent 90 % du chiffre d'affaires.
Le Vaucluse est le premier producteur de cerise, pomme golden et de raisin de table et le deuxième de tomate et de melon.
Importante production viticole avec plusieurs appellations d'origine contrôlée (Côtes-du-Rhône, Ventoux (AOC), Luberon (AOC)).
Les crus ou appellations locales sont châteauneuf-du-pape, gigondas, vacqueyras, rasteau et beaumes-de-venise.
S'y ajoutent deux vins doux naturels, le rasteau et le muscat de Beaumes-de-Venise.
Il existe aussi des côtes-du-rhône villages : 
- Cairanne ;
- Chusclan ;
- Gadagne ;
- Massif d'Uchaux ;
- Plan de Dieu ;
- Puyméras ;
- Roaix ;
- Sablet ;
- Séguret ;
- Valréas ;
- Visan.

ainsi que des vins de pays d’Aigues, de Méditerranée, de la Principauté d’Orange et de Vaucluse

## Trufficulture en Vaucluse

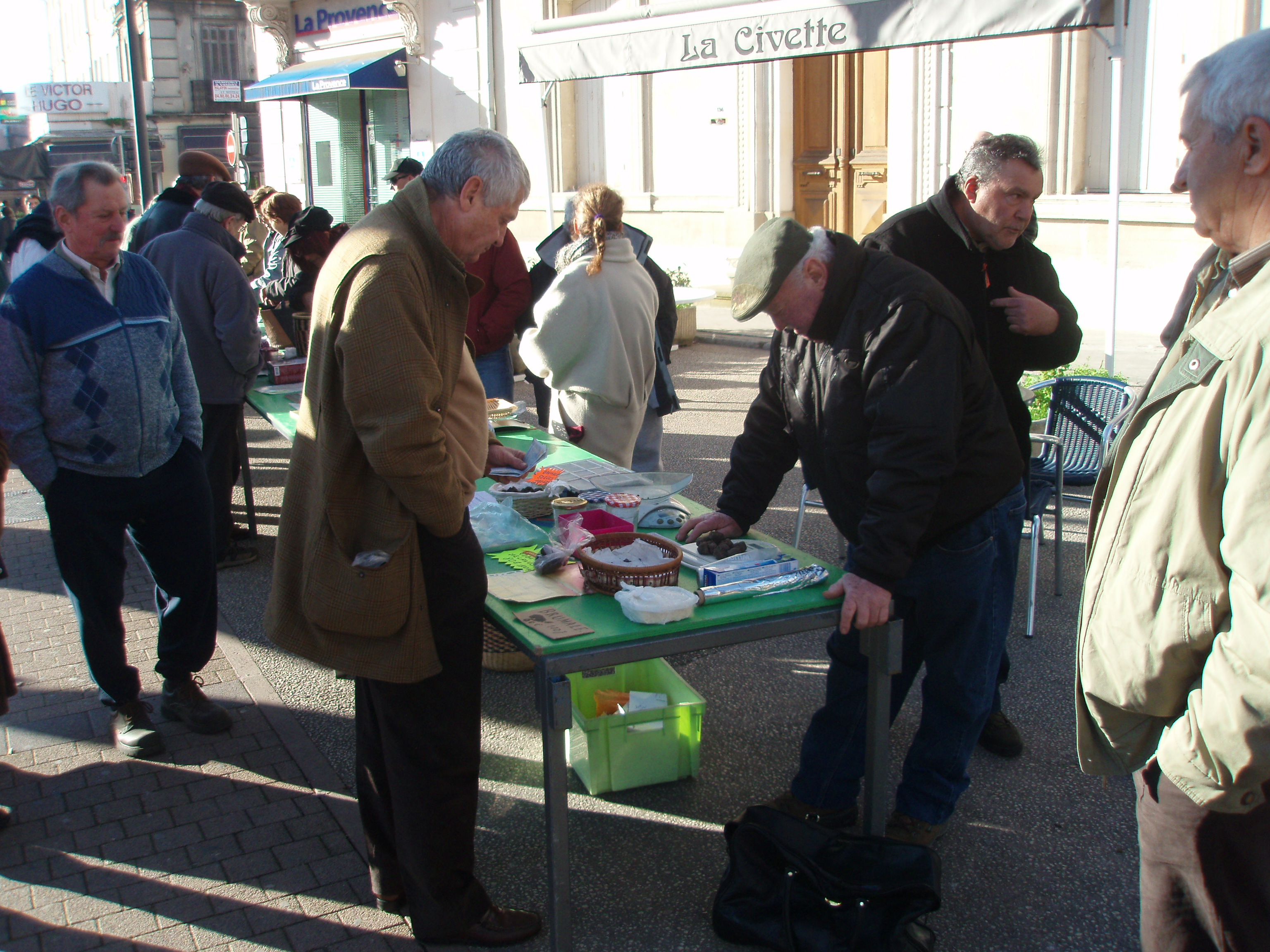
Marché aux truffes de Carpentras.

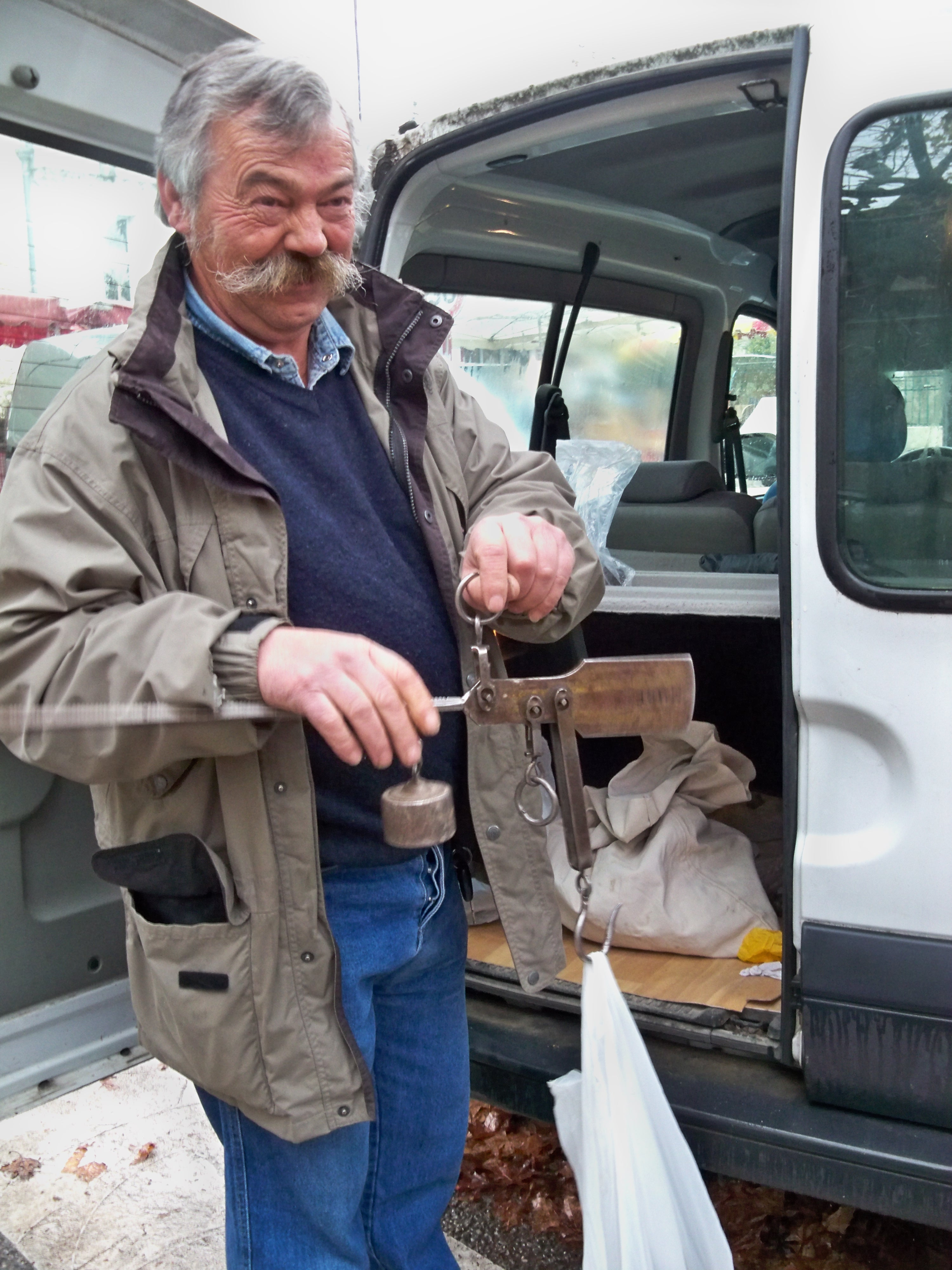
La pesée sur le marché de Richerenches.

Au XXIe siècle, la France fournit les deux tiers de la production mondiale. Le Comtat Venaissin produit à lui seul les deux tiers de la truffe de Vaucluse, premier département producteur.
Le piémont du Ventoux est, avec le Tricastin voisin, le premier producteur en France de Tuber melanosporum. Leur marché reste hors normes car c'est la seule production à échapper aux inspecteurs de l'administration fiscale, aucune transaction n'étant réglée par chèque. En saison, c'est le marché de Carpentras, un des plus importants de la région avec le marché aux truffes de Richerenches, qui fixe les prix. Les rabassiers (trufficulteurs) y affirment, pour justifier les prix, que le « diamant noir » naît entre les pluies des deux Vierges. C'est loin d'être faux puisque les spécialistes ont vérifié qu'une bonne année dépend à la fois d'un fort ensoleillement estival suivi de pluies entre la mi-août et la mi-septembre.
Ces truffes se récoltent entre 500 et 1 000 mètres d'altitude. Préférant les terrains calcaires, elles se développent toujours en symbiose avec le chêne blanc ou vert, le frêne et le charme. Il est affirmé que les plus fines poussent à l'ombre du tilleul.
Pourtant, depuis le XIXe siècle, les truffes de Vaucluse sont vendues sous le nom de truffes du Périgord. Déjà, en 1898, Adrien Rousseau, gros négociant en truffes de Carpentras, en donnait l'explication : « Nos truffes se présentent partout sous le nom de truffes du Périgord. C'est de notre part, trop de modestie, car ce n'est qu'une appellation erronée, comme on dit truffes du Dauphiné pour celles du Haut Comtat. C'est pour mieux dire, une appellation de complaisance, une façon de parler empruntée uniquement à une tradition contre laquelle nous avons dédaigné de protester, car le Périgord fait ici, à notre égard, comme Améric Vespuce fit à l'égard de Christophe Colomb concernant l'Amérique. Mais, la vérité, est que notre Comtat Venaissin apporte à la consommation universelle sa grande, sa majeure contribution. Les trois quarts des truffes consommées à Paris, par exemple, viennent de nos montagnes comtadines. Et ce que nous disons de la quantité est aussi vrai de la qualité, où nous sommes au premier rang. Nos truffes, d'après Ferry de la Bellone, possèdent une puissance de parfum plus élevée, et partant, plus communicative, et elles sont recherchées précisément pour cette raison qu'il en faut une moindre quantité pour obtenir un résultat équivalent.  Aussi, achetées en Comtat Venaissin en pleine connaissance de cause, c'est sous le nom de truffes du Périgord qu'elles sont également vendues. C'est ce qui explique comment la Maison Rousseau située en plein Comtat Venaissin, ne vend, pour se conformer à l'usage traditionnel, ses produits que sous le nom de Truffes du Périgord ». 
Explication que l'on peut lier à la production locale d'oies et de canards gras. Les foies gras étant souvent truffés, les conserveurs de Vaucluse se sont approprié cette appellation par facilité commerciale.

## Impact économique
L'agriculture, l'industrie agro-alimentaire et les activités induites représentent plus de 20 % des emplois.
Cette activité connait une certaine saisonnalité et permet à des familles issues des gens du voyage de venir travailler au ramassage de mai à septembre.
Marchés d'intérêt national sur Avignon et Cavaillon.